# Browning
Browning je priimek več oseb:
- Colin Edward Arrott Browning, britanski general
- Elizabeth Barrett Browning, angleška pesnica, esejistka, abolicionistka
- Frederick Browning, angleški general
- John Moses Browning, ameriški inženir in izumitelj